# Ankh
Ankh eller hankekors (☥, egyptisk ʿnḫ, latin: crux ansata "kors med et håndtag") er en ægyptisk hieroglyf og et symbol fra Det gamle Egypten, der læses som "liv". Den generelle betydning af symbolet repræsenterer begrebet "evigt liv".  Selve ordet "ankh" betyder "nøgle". Ankh-korset kaldes derfor "livets nøgle". 
Egyptiske guder fremstilles ofte bærende ankh i dens løkke; eller mens de holder en i hver hånd, med armene krydset over brystet. De gamle egyptere bar ofte ankh som en amulet; og spejle var ofte formet som ankh.  Efterhånden fik "ankh" derfor også betydningen "spejl". Musikinstrumentet sistrum, en slags rangle, der især forbindes med gudinden Hathor, har en lignende udformning. 
Symbolet indgik i farao Tutankhamons navn, og Den koptiske kirke har taget det til sig som et symbol på evigt liv.  De døde blev iblandt omtalt som ankhu, og sarkofager kunne omtales som neb-ankh (= besidder [af] liv). 

## Symbolets betydning
Symbolets oprindelige betydning er ukendt. Den engelske egyptolog Alan Gardiner tolkede ankh som en sandalrem set ovenfra, hvor løkken slutter omkring ankelen, mens remmen fortsætter fremad mod tæerne. De gamle egyptere kaldte "sandalrem" for nkh (nøjagtig udtale er ukendt, da man kun nedskrev konsonanterne). Når ordet for "sandalrem" bestod af de samme konsonanter som ordet for "liv", var det for egypterne logisk at bruge det samme tegn for at skrive "liv"  (som hvis vi brugte bogstaverne hd til at skrive både "had", "hade", "hed", "hede", "hid" og "hud").
Egyptiske akademikere hævder, at ankh er overfortolket, og simpelthen repræsenterede den vigtige rolle, Nilen spillede i det egyptiske samfund. Ankhs hoved skal efter deres mening repræsentere Nilens delta, mens den lodrette streg under repræsenterer flodens vej, og de to vandrette streger forestiller landets to sider og deres forening. 
E. A. Wallis Budge mente, tegnet havde sit ophav i Isis' bæltespænde, hvad den tyske egyptolog Wolfhart Westendorf sluttede sig til, eftersom både ankh og tyet ("Isis' knude") blev benyttet i mange ceremonier.  Han mente, at begge var lukningen på ceremonielle bælter. 
Akhenaton og Nefertiti afbildes flere steder med ankh-symboler presset mod ansigtet af små hænder, tegnet i spidsen af stråler fra solskiven Aton. 
Andre har ment, at ankh er dannet af de kombinerede mandlige og kvindelige symboler for Osiris og Isis, forbindelsen af de to udviklende principper, af himmel og jord. 